# 坂元忍
坂元 忍（さかもと しのぶ、1974年10月27日 - ）は、埼玉西武ライオンズに所属するトレーニングスタッフ（2018年まではコーチ）。大阪府出身。プロ野球選手としての経験はない。

## 経歴
近大付高3年夏に副主将として森岡裕之、久保充広のバッテリーで甲子園に出場、大学まで選手。大学では1年上に益田大介がいた。当時自身は控え選手であり、その後は東海理化などの社会人野球でトレーナーの仕事をしていた。この経験を買われ、2007年より西武ライオンズで二軍トレーニングコーチを務める。2011年から一軍のトレーニングコーチに配置転換された。2019年からはトレーニングコーチはS&C（ストレングス&コンディショニング）スタッフという枠組みに変わり、引き続き一軍の担当スタッフとして西武に在籍している。

## 詳細情報

### 背番号
- 99 （2007年）
- 92 （2008年 - 2018年）